# قلعه دختر گاویج
قلعه دختر گاویج در شهرستان درمیان، روستای گاویج واقع شده و این اثر در تاریخ ۱۹ اسفند ۱۳۸۰ با شمارهٔ ثبت ۴۷۹۷ به‌عنوان یکی از آثار ملی ایران به ثبت رسیده است.